# Jean-Élie Gautier
Pour les articles homonymes, voir Gautier.
Ne doit pas être confondu avec Élie Gautier.
Jean-Élie Gautier est un homme politique français né à Bordeaux le 6 octobre 1781 et mort à Paris le 31 janvier 1858.

## Biographie

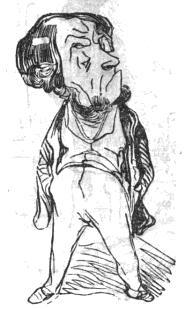
Caricature parue dans La Mode (avril 1839).

Issu d'une riche famille protestante bordelaise, il est le fils de Jean-Élie Gautier, armateur et président de la Chambre de commerce de Bordeaux, et de Marie-Émilie Laffon de Ladebat (fille de Jacques-Alexandre Laffon de Ladebat). Sa sœur épousa Bernard Auguste Journu. Il est le beau-père du baron Victor Travot.
Jean-Élie Gautier entra à vingt ans, une fois ses études terminées, dans la maison de son père. Il devint membre puis président de la Chambre de commerce de Bordeaux (1831-1833), président du tribunal de commerce (1831-1833), chef de bataillon de la garde nationale et, à plusieurs reprises, de 1824 à 1847, membre du Conseil général de la Gironde.
Le 25 février 1824, il fut élu député par le 2e arrondissement électoral de la Gironde (Bordeaux). Il siégea dans la majorité royaliste et ministérielle, prit part aux débats sur les questions économiques et financières et fut plusieurs fois rapporteur du budget.
Réélu le 17 novembre 1827, il parla contre la loi sur la presse et se rangea dès lors dans l'opposition libérale. Il fut le rapporteur de l'« adresse des 221 » dirigée contre le ministère Polignac et ce fut lui qui en donna lecture à Charles X.
Réélu le 23 juin 1830, il contribua à l'établissement de la monarchie de Juillet mais ne fut pas réélu député aux élections générales du 5 juillet 1831. En récompense de son appui, Louis-Philippe Ier le nomma pair de France le 11 octobre 1832. À la Chambre haute, il se fit remarquer par sa compétence en matière financière et commerciale.
Membre du Conseil supérieur du commerce et de l'industrie (1832), il fut appelé aux fonctions de sous-gouverneur de la Banque de France en 1833 en remplacement de Louis Charles Thibon. Il proposa l'émission des coupures de 250 et de 100 francs, seule cette dernière fut mise à exécution à partir de 1847. Il fit partie, comme ministre des Finances du ministère provisoire formé le 31 mars 1839 après la chute du deuxième ministère Molé et se retira avec ses collègues le 12 mai suivant.
Président de la commission des invalides de la marine, Gautier se vit retirer toutes ses fonctions à l'exception de celles de sous-gouverneur de la Banque de France, après la Révolution de 1848, et il se tint à l'écart de la vie politique sous la Deuxième République.
Le 26 janvier 1852, il fut nommé sénateur du Second Empire et rentra, l'année suivante, au conseil supérieur du commerce et de l'industrie.
Il était en outre membre du consistoire de Paris, président du conseil central des Églises réformées et commandeur de la Légion d'honneur.

## Publications
- Des banques et des institutions de crédit en Amérique et en Europe, 1839
- De l'ordre, des causes qui le troublent et des moyens d'y remédier, 1851

### Sources
- « Jean-Élie Gautier », dans Adolphe Robert et Gaston Cougny, Dictionnaire des parlementaires français, Edgar Bourloton, 1889-1891 [détail de l’édition]
- Les ministres des Finances de la Révolution française au Second Empire, Comité pour l'histoire économique et financière de la France, 2007, 624 p,  (ISBN 978-2-11-094807-6).